# Нью-Стантон (Пенсільванія)
Нью-Стантон (англ. New Stanton) — місто (англ. borough) в США, в окрузі Вестморленд штату Пенсільванія. Населення — 2339 осіб (2020).

## Географія
Нью-Стантон розташований за координатами 40°13′20″ пн. ш. 79°36′32″ зх. д. / 40.22222° пн. ш. 79.60889° зх. д. (40.222349, -79.608783).  За даними Бюро перепису населення США в 2010 році місто мало площу 10,44 км², з яких 10,38 км² — суходіл та 0,06 км² — водойми.

## Демографія
Згідно з переписом 2010 року, у селищі мешкали 2173 особи в 967 домогосподарствах у складі 595 родин. Густота населення становила 208 осіб/км².  Було 1103 помешкання (106/км²).
Расовий склад населення:
| - 95,8 % — білих - 2,0 % — чорних або афроамериканців - 0,9 % — азіатів |

До двох чи більше рас належало 0,9 %. Частка іспаномовних становила 1,8 % від усіх жителів.
За віковим діапазоном населення розподілялося таким чином: 21,0 % — особи молодші 18 років, 65,0 % — особи у віці 18—64 років, 14,0 % — особи у віці 65 років та старші. Медіана віку мешканця становила 41,0 року. На 100 осіб жіночої статі у селищі припадало 101,2 чоловіків;  на 100 жінок у віці від 18 років та старших — 98,2 чоловіків також старших 18 років.
Середній дохід на одне домашнє господарство  становив 66 523 долари США (медіана — 57 056), а середній дохід на одну сім'ю — 83 638 доларів (медіана — 70 179). Медіана доходів становила 57 564 долари для чоловіків та 38 393 долари для жінок. За межею бідності перебувало 13,2 % осіб, у тому числі 17,9 % дітей у віці до 18 років та 7,0 % осіб у віці 65 років та старших.
Цивільне працевлаштоване населення становило 1257 осіб. Основні галузі зайнятості: освіта, охорона здоров'я та соціальна допомога — 26,0 %, виробництво — 18,1 %, роздрібна торгівля — 9,5 %, науковці, спеціалісти, менеджери — 9,1 %.